# París-Niza 2024
La 82.ª edición de la París-Niza fue una carrera de ciclismo en ruta por etapas que se celebró entre el 3 y el 10 de marzo de 2024 en Francia con inicio en la ciudad de Les Mureaux y final en la ciudad de Niza sobre un recorrido de 1219,2 kilómetros.
La carrera formó parte del UCI WorldTour 2024, calendario ciclístico de máximo nivel mundial, siendo la sexta carrera de dicho circuito. El vencedor fue el estadounidense Matteo Jorgenson del Visma | Lease a Bike, quien estuvo acompañado en el podio por el belga Remco Evenepoel del Soudal Quick-Step y el también estadounidense Brandon McNulty del UAE Emirates, segundo y tercer clasificado respectivamente.

## Equipos participantes
Tomaron parte en la carrera 22 equipos: 18 de categoría UCI WorldTeam y 4 de categoría UCI ProTeam. Formaron así un pelotón de 154 ciclistas de los que acabaron 103. Los equipos participantes fueron:
| WorldTeams (18)- Alpecin-Deceuninck - Arkéa-B&B Hotels - Astana Qazaqstan Team - Bahrain Victorious - Bora-Hansgrohe - Cofidis - Decathlon-AG2R La Mondiale - EF Education-EasyPost - Groupama-FDJ - Ineos Grenadiers - Intermarché-Wanty - Lidl-Trek - Movistar Team - Soudal Quick-Step - Team dsm-firmenich PostNL - Team Jayco AlUla - Team Visma \| Lease a Bike - UAE Team Emirates ProTeams (4)- Israel-Premier Tech - Lotto Dstny - TotalEnergies - Tudor Pro Cycling Team |
| |

## Recorrido
La París-Niza dispuso de ocho etapas dividido en dos etapas llanas, dos de media montaña, tres etapas de montaña y una contrarreloj por equipos para un recorrido total de 1219,2 kilómetros.
| Etapa     | Fecha     | Recorrido                               | type                     | Distancia (km) | Desnivel (m) | Ganador           | Líder            |
| --------- | --------- | --------------------------------------- | ------------------------ | -------------- | ------------ | ----------------- | ---------------- |
| 1.ª etapa | 3 de mar  | Les Mureaux – Les Mureaux               | etapa escarpada          | 157,7          | 1671 m       | Olav Kooij        | Olav Kooij       |
| 2.ª etapa | 4 de mar  | Thoiry – Montargis                      | etapa llana              | 177,6          | 1070 m       | Arvid de Kleijn   | Laurence Pithie  |
| 3.ª etapa | 5 de mar  | Auxerre – Auxerre                       | contrarreloj por equipos | 26,9           | 412 m        | UAE Team Emirates | Brandon McNulty  |
| 4.ª etapa | 6 de mar  | Chalon-sur-Saône – Mont Brouilly        | etapa de montaña         | 183            | 3341 m       | Santiago Buitrago | Lucas Plapp      |
| 5.ª etapa | 7 de mar  | Saint-Sauveur-de-Montagut – Sisteron    | etapa de media montaña   | 193,5          | 2274 m       | Olav Kooij        | Lucas Plapp      |
| 6.ª etapa | 8 de mar  | Sisteron – La Colle-sur-Loup            | etapa de media montaña   | 198,2          | 2866 m       | Mattias Skjelmose | Brandon McNulty  |
| 7.ª etapa | 9 de mar  | Niza – Sanctuaire de la Madone d'Utelle | etapa de montaña         | 104            | 2342 m       | Aleksandr Vlásov  | Brandon McNulty  |
| 8.ª etapa | 10 de mar | Niza – Niza                             | etapa de media montaña   | 109,3          | 2296 m       | Remco Evenepoel   | Matteo Jorgenson |

## Desarrollo de la carrera

### 1.ª etapa
| Les Mureaux - Les Mureaux | etapa escarpada | (157,7 km) |

| \| Clasificación de la etapa \| Clasificación de la etapa \| Clasificación de la etapa \| Clasificación de la etapa \| Clasificación de la etapa \| \| Ciclista \| Ciclista \| Equipo \| Tiempo \| \| \| ------------------------- \| ------------------------- \| -------------------------- \| ------------------------- \| ------------------------- \| \| 1.º \| Olav Kooij \| Team Visma \\| Lease a Bike \| 3 h 36 min 28 s \| \| \| 2.º \| Mads Pedersen \| Lidl-Trek \| + 0 s \| \| \| 3.º \| Laurence Pithie \| Groupama-FDJ \| + 0 s \| \| \| 4.º \| Nils Eekhoff \| Team dsm-firmenich PostNL \| + 0 s \| \| \| 5.º \| Madis Mihkels \| Intermarché-Wanty \| + 0 s \| \| \| 6.º \| Michael Matthews \| Team Jayco AlUla \| + 0 s \| \| \| 7.º \| Matteo Trentin \| Tudor Pro Cycling Team \| + 0 s \| \| \| 8.º \| Mattias Skjelmose \| Lidl-Trek \| + 0 s \| \| \| 9.º \| Sandy Dujardin \| TotalEnergies \| + 0 s \| \| \| 10.º \| Kaden Groves \| Alpecin-Deceuninck \| + 0 s \| \| |                   |                            |                 |
| |                   |                            |                 |
| Fuente: ProCyclingStats |                   |                            |                 |
| Clasificación de la etapa |                   |                            |                 |
| Ciclista | Ciclista          | Equipo                     | Tiempo          |
| 1.º | Olav Kooij        | Team Visma \| Lease a Bike | 3 h 36 min 28 s |
| 2.º | Mads Pedersen     | Lidl-Trek                  | + 0 s           |
| 3.º | Laurence Pithie   | Groupama-FDJ               | + 0 s           |
| 4.º | Nils Eekhoff      | Team dsm-firmenich PostNL  | + 0 s           |
| 5.º | Madis Mihkels     | Intermarché-Wanty          | + 0 s           |
| 6.º | Michael Matthews  | Team Jayco AlUla           | + 0 s           |
| 7.º | Matteo Trentin    | Tudor Pro Cycling Team     | + 0 s           |
| 8.º | Mattias Skjelmose | Lidl-Trek                  | + 0 s           |
| 9.º | Sandy Dujardin    | TotalEnergies              | + 0 s           |
| 10.º | Kaden Groves      | Alpecin-Deceuninck         | + 0 s           |

| \| Clasificación general \| Clasificación general \| Clasificación general \| Clasificación general \| Clasificación general \| \| Ciclista \| Ciclista \| Equipo \| Tiempo \| \| \| --------------------- \| --------------------- \| -------------------------- \| --------------------- \| --------------------- \| \| 1.º \| Olav Kooij \| Team Visma \\| Lease a Bike \| 3 h 36 min 18 s \| \| \| 2.º \| Mads Pedersen \| Lidl-Trek \| + 4 s \| \| \| 3.º \| Matteo Jorgenson \| Team Visma \\| Lease a Bike \| + 4 s \| \| \| 4.º \| Laurence Pithie \| Groupama-FDJ \| + 6 s \| \| \| 5.º \| Remco Evenepoel \| Soudal Quick-Step \| + 6 s \| \| \| 6.º \| Egan Bernal \| Ineos Grenadiers \| + 8 s \| \| \| 7.º \| Nils Eekhoff \| Team dsm-firmenich PostNL \| + 10 s \| \| \| 8.º \| Madis Mihkels \| Intermarché-Wanty \| + 10 s \| \| \| 9.º \| Michael Matthews \| Team Jayco AlUla \| + 10 s \| \| \| 10.º \| Matteo Trentin \| Tudor Pro Cycling Team \| + 10 s \| \| |                  |                            |                 |
| |                  |                            |                 |
| Fuente: ProCyclingStats |                  |                            |                 |
| Clasificación general |                  |                            |                 |
| Ciclista | Ciclista         | Equipo                     | Tiempo          |
| 1.º | Olav Kooij       | Team Visma \| Lease a Bike | 3 h 36 min 18 s |
| 2.º | Mads Pedersen    | Lidl-Trek                  | + 4 s           |
| 3.º | Matteo Jorgenson | Team Visma \| Lease a Bike | + 4 s           |
| 4.º | Laurence Pithie  | Groupama-FDJ               | + 6 s           |
| 5.º | Remco Evenepoel  | Soudal Quick-Step          | + 6 s           |
| 6.º | Egan Bernal      | Ineos Grenadiers           | + 8 s           |
| 7.º | Nils Eekhoff     | Team dsm-firmenich PostNL  | + 10 s          |
| 8.º | Madis Mihkels    | Intermarché-Wanty          | + 10 s          |
| 9.º | Michael Matthews | Team Jayco AlUla           | + 10 s          |
| 10.º | Matteo Trentin   | Tudor Pro Cycling Team     | + 10 s          |

### 2.ª etapa
| Thoiry - Montargis | etapa llana | (177,6 km) |

| \| Clasificación de la etapa \| Clasificación de la etapa \| Clasificación de la etapa \| Clasificación de la etapa \| Clasificación de la etapa \| \| Ciclista \| Ciclista \| Equipo \| Tiempo \| \| \| ------------------------- \| ------------------------- \| -------------------------- \| ------------------------- \| ------------------------- \| \| 1.º \| Arvid de Kleijn \| Tudor Pro Cycling Team \| 4 h 41 min 14 s \| \| \| 2.º \| Laurence Pithie \| Groupama-FDJ \| + 0 s \| \| \| 3.º \| Dylan Groenewegen \| Team Jayco AlUla \| + 0 s \| \| \| 4.º \| Danny van Poppel \| Bora-Hansgrohe \| + 0 s \| \| \| 5.º \| Gerben Thijssen \| Intermarché-Wanty \| + 0 s \| \| \| 6.º \| Sam Bennett \| Decathlon-AG2R La Mondiale \| + 0 s \| \| \| 7.º \| Dries Van Gestel \| TotalEnergies \| + 0 s \| \| \| 8.º \| Mads Pedersen \| Lidl-Trek \| + 0 s \| \| \| 9.º \| Pascal Ackermann \| Israel-Premier Tech \| + 0 s \| \| \| 10.º \| Matteo Sobrero \| Bora-Hansgrohe \| + 0 s \| \| |                   |                            |                 |
| |                   |                            |                 |
| Fuente: ProCyclingStats |                   |                            |                 |
| Clasificación de la etapa |                   |                            |                 |
| Ciclista | Ciclista          | Equipo                     | Tiempo          |
| 1.º | Arvid de Kleijn   | Tudor Pro Cycling Team     | 4 h 41 min 14 s |
| 2.º | Laurence Pithie   | Groupama-FDJ               | + 0 s           |
| 3.º | Dylan Groenewegen | Team Jayco AlUla           | + 0 s           |
| 4.º | Danny van Poppel  | Bora-Hansgrohe             | + 0 s           |
| 5.º | Gerben Thijssen   | Intermarché-Wanty          | + 0 s           |
| 6.º | Sam Bennett       | Decathlon-AG2R La Mondiale | + 0 s           |
| 7.º | Dries Van Gestel  | TotalEnergies              | + 0 s           |
| 8.º | Mads Pedersen     | Lidl-Trek                  | + 0 s           |
| 9.º | Pascal Ackermann  | Israel-Premier Tech        | + 0 s           |
| 10.º | Matteo Sobrero    | Bora-Hansgrohe             | + 0 s           |

| \| Clasificación general \| Clasificación general \| Clasificación general \| Clasificación general \| Clasificación general \| \| Ciclista \| Ciclista \| Equipo \| Tiempo \| \| \| --------------------- \| --------------------- \| -------------------------- \| --------------------- \| --------------------- \| \| 1.º \| Laurence Pithie \| Groupama-FDJ \| 8 h 17 min 20 s \| \| \| 2.º \| Mads Pedersen \| Lidl-Trek \| + 0 s \| \| \| 3.º \| Olav Kooij \| Team Visma \\| Lease a Bike \| + 0 s \| \| \| 4.º \| Matteo Jorgenson \| Team Visma \\| Lease a Bike \| + 4 s \| \| \| 5.º \| Remco Evenepoel \| Soudal Quick-Step \| + 6 s \| \| \| 6.º \| Egan Bernal \| Ineos Grenadiers \| + 8 s \| \| \| 7.º \| Mattias Skjelmose \| Lidl-Trek \| + 8 s \| \| \| 8.º \| Kaden Groves \| Alpecin-Deceuninck \| + 10 s \| \| \| 9.º \| Sam Bennett \| Decathlon-AG2R La Mondiale \| + 10 s \| \| \| 10.º \| Jon Barrenetxea \| Movistar Team \| + 10 s \| \| |                   |                            |                 |
| |                   |                            |                 |
| Fuente: ProCyclingStats |                   |                            |                 |
| Clasificación general |                   |                            |                 |
| Ciclista | Ciclista          | Equipo                     | Tiempo          |
| 1.º | Laurence Pithie   | Groupama-FDJ               | 8 h 17 min 20 s |
| 2.º | Mads Pedersen     | Lidl-Trek                  | + 0 s           |
| 3.º | Olav Kooij        | Team Visma \| Lease a Bike | + 0 s           |
| 4.º | Matteo Jorgenson  | Team Visma \| Lease a Bike | + 4 s           |
| 5.º | Remco Evenepoel   | Soudal Quick-Step          | + 6 s           |
| 6.º | Egan Bernal       | Ineos Grenadiers           | + 8 s           |
| 7.º | Mattias Skjelmose | Lidl-Trek                  | + 8 s           |
| 8.º | Kaden Groves      | Alpecin-Deceuninck         | + 10 s          |
| 9.º | Sam Bennett       | Decathlon-AG2R La Mondiale | + 10 s          |
| 10.º | Jon Barrenetxea   | Movistar Team              | + 10 s          |

### 3.ª etapa
| Auxerre - Auxerre | contrarreloj por equipos | (26,9 km) |

| \| Clasificación de la etapa \| Clasificación de la etapa \| Clasificación de la etapa \| Clasificación de la etapa \| Clasificación de la etapa \| Clasificación de la etapa \| \| Equipo \| Equipo \| Tiempo \| Diferencia \| Promedio \| \| \| ------------------------- \| -------------------------- \| ------------------------- \| ------------------------- \| ------------------------- \| ------------------------- \| \| 1.º \| UAE Team Emirates \| 31 min 23 s \| \| 51.429 km/h \| \| \| 2.º \| Team Jayco AlUla \| 31 min 38 s \| + 15 s \| 51.022 km/h \| \| \| 3.º \| EF Education-EasyPost \| 31 min 43 s \| + 20 s \| 50.888 km/h \| \| \| 4.º \| Soudal Quick-Step \| 31 min 45 s \| + 22 s \| 50.835 km/h \| \| \| 5.º \| Ineos Grenadiers \| 31 min 45 s \| + 22 s \| 50.835 km/h \| \| \| 6.º \| Team Visma \\| Lease a Bike \| 32 min 01 s \| + 38 s \| 50.411 km/h \| \| \| 7.º \| Astana Qazaqstan Team \| 32 min 02 s \| + 39 s \| 50.385 km/h \| \| \| 8.º \| Decathlon-AG2R La Mondiale \| 32 min 02 s \| + 39 s \| 50.385 km/h \| \| \| 9.º \| Cofidis \| 32 min 02 s \| + 39 s \| 50.385 km/h \| \| \| 10.º \| Bahrain Victorious \| 32 min 05 s \| + 42 s \| 50.306 km/h \| \| |                            |             |            |             |
| |                            |             |            |             |
| Fuente: ProCyclingStats |                            |             |            |             |
| Clasificación de la etapa |                            |             |            |             |
| Equipo | Equipo                     | Tiempo      | Diferencia | Promedio    |
| 1.º | UAE Team Emirates          | 31 min 23 s |            | 51.429 km/h |
| 2.º | Team Jayco AlUla           | 31 min 38 s | + 15 s     | 51.022 km/h |
| 3.º | EF Education-EasyPost      | 31 min 43 s | + 20 s     | 50.888 km/h |
| 4.º | Soudal Quick-Step          | 31 min 45 s | + 22 s     | 50.835 km/h |
| 5.º | Ineos Grenadiers           | 31 min 45 s | + 22 s     | 50.835 km/h |
| 6.º | Team Visma \| Lease a Bike | 32 min 01 s | + 38 s     | 50.411 km/h |
| 7.º | Astana Qazaqstan Team      | 32 min 02 s | + 39 s     | 50.385 km/h |
| 8.º | Decathlon-AG2R La Mondiale | 32 min 02 s | + 39 s     | 50.385 km/h |
| 9.º | Cofidis                    | 32 min 02 s | + 39 s     | 50.385 km/h |
| 10.º | Bahrain Victorious         | 32 min 05 s | + 42 s     | 50.306 km/h |

| \| Clasificación general \| Clasificación general \| Clasificación general \| Clasificación general \| Clasificación general \| \| Ciclista \| Ciclista \| Equipo \| Tiempo \| \| \| --------------------- \| --------------------- \| --------------------- \| --------------------- \| --------------------- \| \| 1.º \| Brandon McNulty \| UAE Team Emirates \| 8 h 48 min 53 s \| \| \| 2.º \| Finn Fisher-Black \| UAE Team Emirates \| + 0 s \| \| \| 3.º \| João Almeida \| UAE Team Emirates \| + 0 s \| \| \| 4.º \| Jay Vine \| UAE Team Emirates \| + 0 s \| \| \| 5.º \| Michael Matthews \| Team Jayco AlUla \| + 15 s \| \| \| 6.º \| Chris Harper \| Team Jayco AlUla \| + 15 s \| \| \| 7.º \| Lucas Plapp \| Team Jayco AlUla \| + 15 s \| \| \| 8.º \| Remco Evenepoel \| Soudal Quick-Step \| + 18 s \| \| \| 9.º \| Owain Doull \| EF Education-EasyPost \| + 20 s \| \| \| 10.º \| Egan Bernal \| Ineos Grenadiers \| + 20 s \| \| |                   |                       |                 |
| |                   |                       |                 |
| Fuente: ProCyclingStats |                   |                       |                 |
| Clasificación general |                   |                       |                 |
| Ciclista | Ciclista          | Equipo                | Tiempo          |
| 1.º | Brandon McNulty   | UAE Team Emirates     | 8 h 48 min 53 s |
| 2.º | Finn Fisher-Black | UAE Team Emirates     | + 0 s           |
| 3.º | João Almeida      | UAE Team Emirates     | + 0 s           |
| 4.º | Jay Vine          | UAE Team Emirates     | + 0 s           |
| 5.º | Michael Matthews  | Team Jayco AlUla      | + 15 s          |
| 6.º | Chris Harper      | Team Jayco AlUla      | + 15 s          |
| 7.º | Lucas Plapp       | Team Jayco AlUla      | + 15 s          |
| 8.º | Remco Evenepoel   | Soudal Quick-Step     | + 18 s          |
| 9.º | Owain Doull       | EF Education-EasyPost | + 20 s          |
| 10.º | Egan Bernal       | Ineos Grenadiers      | + 20 s          |

### 4.ª etapa
| Chalon-sur-Saône - Mont Brouilly | etapa de montaña | (183 km) |

| \| Clasificación de la etapa \| Clasificación de la etapa \| Clasificación de la etapa \| Clasificación de la etapa \| Clasificación de la etapa \| \| Ciclista \| Ciclista \| Equipo \| Tiempo \| \| \| ------------------------- \| ------------------------- \| -------------------------- \| ------------------------- \| ------------------------- \| \| 1.º \| Santiago Buitrago \| Bahrain Victorious \| 4 h 25 min 52 s \| \| \| 2.º \| Lucas Plapp \| Team Jayco AlUla \| + 10 s \| \| \| 3.º \| Mattias Skjelmose \| Lidl-Trek \| + 37 s \| \| \| 4.º \| Remco Evenepoel \| Soudal Quick-Step \| + 37 s \| \| \| 5.º \| Egan Bernal \| Ineos Grenadiers \| + 39 s \| \| \| 6.º \| Felix Gall \| Decathlon-AG2R La Mondiale \| + 39 s \| \| \| 7.º \| Primož Roglič \| Bora-Hansgrohe \| + 39 s \| \| \| 8.º \| Matteo Jorgenson \| Team Visma \\| Lease a Bike \| + 39 s \| \| \| 9.º \| Harold Tejada \| Astana Qazaqstan Team \| + 43 s \| \| \| 10.º \| Brandon McNulty \| UAE Team Emirates \| + 46 s \| \| |                   |                            |                 |
| |                   |                            |                 |
| Fuente: ProCyclingStats |                   |                            |                 |
| Clasificación de la etapa |                   |                            |                 |
| Ciclista | Ciclista          | Equipo                     | Tiempo          |
| 1.º | Santiago Buitrago | Bahrain Victorious         | 4 h 25 min 52 s |
| 2.º | Lucas Plapp       | Team Jayco AlUla           | + 10 s          |
| 3.º | Mattias Skjelmose | Lidl-Trek                  | + 37 s          |
| 4.º | Remco Evenepoel   | Soudal Quick-Step          | + 37 s          |
| 5.º | Egan Bernal       | Ineos Grenadiers           | + 39 s          |
| 6.º | Felix Gall        | Decathlon-AG2R La Mondiale | + 39 s          |
| 7.º | Primož Roglič     | Bora-Hansgrohe             | + 39 s          |
| 8.º | Matteo Jorgenson  | Team Visma \| Lease a Bike | + 39 s          |
| 9.º | Harold Tejada     | Astana Qazaqstan Team      | + 43 s          |
| 10.º | Brandon McNulty   | UAE Team Emirates          | + 46 s          |

| \| Clasificación general \| Clasificación general \| Clasificación general \| Clasificación general \| Clasificación general \| \| Ciclista \| Ciclista \| Equipo \| Tiempo \| \| \| --------------------- \| --------------------- \| -------------------------- \| --------------------- \| --------------------- \| \| 1.º \| Lucas Plapp \| Team Jayco AlUla \| 13 h 15 min 04 s \| \| \| 2.º \| Santiago Buitrago \| Bahrain Victorious \| + 13 s \| \| \| 3.º \| Brandon McNulty \| UAE Team Emirates \| + 27 s \| \| \| 4.º \| João Almeida \| UAE Team Emirates \| + 29 s \| \| \| 5.º \| Remco Evenepoel \| Soudal Quick-Step \| + 30 s \| \| \| 6.º \| Egan Bernal \| Ineos Grenadiers \| + 40 s \| \| \| 7.º \| Chris Harper \| Team Jayco AlUla \| + 46 s \| \| \| 8.º \| Matteo Jorgenson \| Team Visma \\| Lease a Bike \| + 52 s \| \| \| 9.º \| Rigoberto Urán \| EF Education-EasyPost \| + 54 s \| \| \| 10.º \| Carlos Rodríguez \| Ineos Grenadiers \| + 1 min 02 s \| \| |                   |                            |                  |
| |                   |                            |                  |
| Fuente: ProCyclingStats |                   |                            |                  |
| Clasificación general |                   |                            |                  |
| Ciclista | Ciclista          | Equipo                     | Tiempo           |
| 1.º | Lucas Plapp       | Team Jayco AlUla           | 13 h 15 min 04 s |
| 2.º | Santiago Buitrago | Bahrain Victorious         | + 13 s           |
| 3.º | Brandon McNulty   | UAE Team Emirates          | + 27 s           |
| 4.º | João Almeida      | UAE Team Emirates          | + 29 s           |
| 5.º | Remco Evenepoel   | Soudal Quick-Step          | + 30 s           |
| 6.º | Egan Bernal       | Ineos Grenadiers           | + 40 s           |
| 7.º | Chris Harper      | Team Jayco AlUla           | + 46 s           |
| 8.º | Matteo Jorgenson  | Team Visma \| Lease a Bike | + 52 s           |
| 9.º | Rigoberto Urán    | EF Education-EasyPost      | + 54 s           |
| 10.º | Carlos Rodríguez  | Ineos Grenadiers           | + 1 min 02 s     |

### 5.ª etapa
| Saint-Sauveur-de-Montagut - Sisteron | etapa de media montaña | (193,5 km) |

| \| Clasificación de la etapa \| Clasificación de la etapa \| Clasificación de la etapa \| Clasificación de la etapa \| Clasificación de la etapa \| \| Ciclista \| Ciclista \| Equipo \| Tiempo \| \| \| ------------------------- \| ------------------------- \| -------------------------- \| ------------------------- \| ------------------------- \| \| 1.º \| Olav Kooij \| Team Visma \\| Lease a Bike \| 4 h 23 min 02 s \| \| \| 2.º \| Mads Pedersen \| Lidl-Trek \| + 0 s \| \| \| 3.º \| Pascal Ackermann \| Israel-Premier Tech \| + 0 s \| \| \| 4.º \| Sam Bennett \| Decathlon-AG2R La Mondiale \| + 0 s \| \| \| 5.º \| Danny van Poppel \| Bora-Hansgrohe \| + 0 s \| \| \| 6.º \| Tobias Lund Andresen \| Team dsm-firmenich PostNL \| + 0 s \| \| \| 7.º \| Matteo Trentin \| Tudor Pro Cycling Team \| + 0 s \| \| \| 8.º \| Laurence Pithie \| Groupama-FDJ \| + 0 s \| \| \| 9.º \| Madis Mihkels \| Intermarché-Wanty \| + 0 s \| \| \| 10.º \| Dušan Rajović \| Bahrain Victorious \| + 0 s \| \| |                      |                            |                 |
| |                      |                            |                 |
| Fuente: ProCyclingStats |                      |                            |                 |
| Clasificación de la etapa |                      |                            |                 |
| Ciclista | Ciclista             | Equipo                     | Tiempo          |
| 1.º | Olav Kooij           | Team Visma \| Lease a Bike | 4 h 23 min 02 s |
| 2.º | Mads Pedersen        | Lidl-Trek                  | + 0 s           |
| 3.º | Pascal Ackermann     | Israel-Premier Tech        | + 0 s           |
| 4.º | Sam Bennett          | Decathlon-AG2R La Mondiale | + 0 s           |
| 5.º | Danny van Poppel     | Bora-Hansgrohe             | + 0 s           |
| 6.º | Tobias Lund Andresen | Team dsm-firmenich PostNL  | + 0 s           |
| 7.º | Matteo Trentin       | Tudor Pro Cycling Team     | + 0 s           |
| 8.º | Laurence Pithie      | Groupama-FDJ               | + 0 s           |
| 9.º | Madis Mihkels        | Intermarché-Wanty          | + 0 s           |
| 10.º | Dušan Rajović        | Bahrain Victorious         | + 0 s           |

| \| Clasificación general \| Clasificación general \| Clasificación general \| Clasificación general \| Clasificación general \| \| Ciclista \| Ciclista \| Equipo \| Tiempo \| \| \| --------------------- \| --------------------- \| -------------------------- \| --------------------- \| --------------------- \| \| 1.º \| Lucas Plapp \| Team Jayco AlUla \| 17 h 38 min 48 s \| \| \| 2.º \| Santiago Buitrago \| Bahrain Victorious \| + 13 s \| \| \| 3.º \| Brandon McNulty \| UAE Team Emirates \| + 27 s \| \| \| 4.º \| João Almeida \| UAE Team Emirates \| + 29 s \| \| \| 5.º \| Remco Evenepoel \| Soudal Quick-Step \| + 30 s \| \| \| 6.º \| Egan Bernal \| Ineos Grenadiers \| + 40 s \| \| \| 7.º \| Chris Harper \| Team Jayco AlUla \| + 46 s \| \| \| 8.º \| Matteo Jorgenson \| Team Visma \\| Lease a Bike \| + 52 s \| \| \| 9.º \| Rigoberto Urán \| EF Education-EasyPost \| + 54 s \| \| \| 10.º \| Carlos Rodríguez \| Ineos Grenadiers \| + 1 min 02 s \| \| |                   |                            |                  |
| |                   |                            |                  |
| Fuente: ProCyclingStats |                   |                            |                  |
| Clasificación general |                   |                            |                  |
| Ciclista | Ciclista          | Equipo                     | Tiempo           |
| 1.º | Lucas Plapp       | Team Jayco AlUla           | 17 h 38 min 48 s |
| 2.º | Santiago Buitrago | Bahrain Victorious         | + 13 s           |
| 3.º | Brandon McNulty   | UAE Team Emirates          | + 27 s           |
| 4.º | João Almeida      | UAE Team Emirates          | + 29 s           |
| 5.º | Remco Evenepoel   | Soudal Quick-Step          | + 30 s           |
| 6.º | Egan Bernal       | Ineos Grenadiers           | + 40 s           |
| 7.º | Chris Harper      | Team Jayco AlUla           | + 46 s           |
| 8.º | Matteo Jorgenson  | Team Visma \| Lease a Bike | + 52 s           |
| 9.º | Rigoberto Urán    | EF Education-EasyPost      | + 54 s           |
| 10.º | Carlos Rodríguez  | Ineos Grenadiers           | + 1 min 02 s     |

### 6.ª etapa
| Sisteron - La Colle-sur-Loup | etapa de media montaña | (198,2 km) |

| \| Clasificación de la etapa \| Clasificación de la etapa \| Clasificación de la etapa \| Clasificación de la etapa \| Clasificación de la etapa \| \| Ciclista \| Ciclista \| Equipo \| Tiempo \| \| \| ------------------------- \| ------------------------- \| -------------------------- \| ------------------------- \| ------------------------- \| \| 1.º \| Mattias Skjelmose \| Lidl-Trek \| 4 h 36 min 51 s \| \| \| 2.º \| Brandon McNulty \| UAE Team Emirates \| + 0 s \| \| \| 3.º \| Matteo Jorgenson \| Team Visma \\| Lease a Bike \| + 0 s \| \| \| 4.º \| Remco Evenepoel \| Soudal Quick-Step \| + 52 s \| \| \| 5.º \| Harold Tejada \| Astana Qazaqstan Team \| + 53 s \| \| \| 6.º \| Aurélien Paret-Peintre \| Decathlon-AG2R La Mondiale \| + 53 s \| \| \| 7.º \| Felix Gall \| Decathlon-AG2R La Mondiale \| + 53 s \| \| \| 8.º \| Wilco Kelderman \| Team Visma \\| Lease a Bike \| + 53 s \| \| \| 9.º \| Primož Roglič \| Bora-Hansgrohe \| + 53 s \| \| \| 10.º \| Egan Bernal \| Ineos Grenadiers \| + 53 s \| \| |                        |                            |                 |
| |                        |                            |                 |
| Fuente: ProCyclingStats |                        |                            |                 |
| Clasificación de la etapa |                        |                            |                 |
| Ciclista | Ciclista               | Equipo                     | Tiempo          |
| 1.º | Mattias Skjelmose      | Lidl-Trek                  | 4 h 36 min 51 s |
| 2.º | Brandon McNulty        | UAE Team Emirates          | + 0 s           |
| 3.º | Matteo Jorgenson       | Team Visma \| Lease a Bike | + 0 s           |
| 4.º | Remco Evenepoel        | Soudal Quick-Step          | + 52 s          |
| 5.º | Harold Tejada          | Astana Qazaqstan Team      | + 53 s          |
| 6.º | Aurélien Paret-Peintre | Decathlon-AG2R La Mondiale | + 53 s          |
| 7.º | Felix Gall             | Decathlon-AG2R La Mondiale | + 53 s          |
| 8.º | Wilco Kelderman        | Team Visma \| Lease a Bike | + 53 s          |
| 9.º | Primož Roglič          | Bora-Hansgrohe             | + 53 s          |
| 10.º | Egan Bernal            | Ineos Grenadiers           | + 53 s          |

| \| Clasificación general \| Clasificación general \| Clasificación general \| Clasificación general \| Clasificación general \| \| Ciclista \| Ciclista \| Equipo \| Tiempo \| \| \| --------------------- \| --------------------- \| -------------------------- \| --------------------- \| --------------------- \| \| 1.º \| Brandon McNulty \| UAE Team Emirates \| 22 h 15 min 58 s \| \| \| 2.º \| Matteo Jorgenson \| Team Visma \\| Lease a Bike \| + 23 s \| \| \| 3.º \| Lucas Plapp \| Team Jayco AlUla \| + 34 s \| \| \| 4.º \| Mattias Skjelmose \| Lidl-Trek \| + 54 s \| \| \| 5.º \| Remco Evenepoel \| Soudal Quick-Step \| + 1 min 03 s \| \| \| 6.º \| Egan Bernal \| Ineos Grenadiers \| + 1 min 14 s \| \| \| 7.º \| João Almeida \| UAE Team Emirates \| + 1 min 30 s \| \| \| 8.º \| Felix Gall \| Decathlon-AG2R La Mondiale \| + 1 min 36 s \| \| \| 9.º \| Harold Tejada \| Astana Qazaqstan Team \| + 1 min 37 s \| \| \| 10.º \| Wilco Kelderman \| Team Visma \\| Lease a Bike \| + 1 min 39 s \| \| |                   |                            |                  |
| |                   |                            |                  |
| Fuente: ProCyclingStats |                   |                            |                  |
| Clasificación general |                   |                            |                  |
| Ciclista | Ciclista          | Equipo                     | Tiempo           |
| 1.º | Brandon McNulty   | UAE Team Emirates          | 22 h 15 min 58 s |
| 2.º | Matteo Jorgenson  | Team Visma \| Lease a Bike | + 23 s           |
| 3.º | Lucas Plapp       | Team Jayco AlUla           | + 34 s           |
| 4.º | Mattias Skjelmose | Lidl-Trek                  | + 54 s           |
| 5.º | Remco Evenepoel   | Soudal Quick-Step          | + 1 min 03 s     |
| 6.º | Egan Bernal       | Ineos Grenadiers           | + 1 min 14 s     |
| 7.º | João Almeida      | UAE Team Emirates          | + 1 min 30 s     |
| 8.º | Felix Gall        | Decathlon-AG2R La Mondiale | + 1 min 36 s     |
| 9.º | Harold Tejada     | Astana Qazaqstan Team      | + 1 min 37 s     |
| 10.º | Wilco Kelderman   | Team Visma \| Lease a Bike | + 1 min 39 s     |

### 7.ª etapa
| Niza - Sanctuaire de la Madone d'Utelle | etapa de montaña | (104 km) |

| \| Clasificación de la etapa \| Clasificación de la etapa \| Clasificación de la etapa \| Clasificación de la etapa \| Clasificación de la etapa \| \| Ciclista \| Ciclista \| Equipo \| Tiempo \| \| \| ------------------------- \| ------------------------- \| -------------------------- \| ------------------------- \| ------------------------- \| \| 1.º \| Aleksandr Vlásov \| Bora-Hansgrohe \| 2 h 44 min 03 s \| \| \| 2.º \| Remco Evenepoel \| Soudal Quick-Step \| + 8 s \| \| \| 3.º \| Primož Roglič \| Bora-Hansgrohe \| + 8 s \| \| \| 4.º \| Mattias Skjelmose \| Lidl-Trek \| + 8 s \| \| \| 5.º \| Matteo Jorgenson \| Team Visma \\| Lease a Bike \| + 8 s \| \| \| 6.º \| Santiago Buitrago \| Bahrain Victorious \| + 13 s \| \| \| 7.º \| Brandon McNulty \| UAE Team Emirates \| + 27 s \| \| \| 8.º \| Wilco Kelderman \| Team Visma \\| Lease a Bike \| + 31 s \| \| \| 9.º \| Aurélien Paret-Peintre \| Decathlon-AG2R La Mondiale \| + 36 s \| \| \| 10.º \| Lucas Plapp \| Team Jayco AlUla \| + 40 s \| \| |                        |                            |                 |
| |                        |                            |                 |
| Fuente: ProCyclingStats |                        |                            |                 |
| Clasificación de la etapa |                        |                            |                 |
| Ciclista | Ciclista               | Equipo                     | Tiempo          |
| 1.º | Aleksandr Vlásov       | Bora-Hansgrohe             | 2 h 44 min 03 s |
| 2.º | Remco Evenepoel        | Soudal Quick-Step          | + 8 s           |
| 3.º | Primož Roglič          | Bora-Hansgrohe             | + 8 s           |
| 4.º | Mattias Skjelmose      | Lidl-Trek                  | + 8 s           |
| 5.º | Matteo Jorgenson       | Team Visma \| Lease a Bike | + 8 s           |
| 6.º | Santiago Buitrago      | Bahrain Victorious         | + 13 s          |
| 7.º | Brandon McNulty        | UAE Team Emirates          | + 27 s          |
| 8.º | Wilco Kelderman        | Team Visma \| Lease a Bike | + 31 s          |
| 9.º | Aurélien Paret-Peintre | Decathlon-AG2R La Mondiale | + 36 s          |
| 10.º | Lucas Plapp            | Team Jayco AlUla           | + 40 s          |

| \| Clasificación general \| Clasificación general \| Clasificación general \| Clasificación general \| Clasificación general \| \| Ciclista \| Ciclista \| Equipo \| Tiempo \| \| \| --------------------- \| ---------------------- \| -------------------------- \| --------------------- \| --------------------- \| \| 1.º \| Brandon McNulty \| UAE Team Emirates \| 25 h 00 min 28 s \| \| \| 2.º \| Matteo Jorgenson \| Team Visma \\| Lease a Bike \| + 4 s \| \| \| 3.º \| Mattias Skjelmose \| Lidl-Trek \| + 35 s \| \| \| 4.º \| Remco Evenepoel \| Soudal Quick-Step \| + 36 s \| \| \| 5.º \| Lucas Plapp \| Team Jayco AlUla \| + 47 s \| \| \| 6.º \| Primož Roglič \| Bora-Hansgrohe \| + 1 min 21 s \| \| \| 7.º \| Egan Bernal \| Ineos Grenadiers \| + 1 min 42 s \| \| \| 8.º \| Wilco Kelderman \| Team Visma \\| Lease a Bike \| + 1 min 43 s \| \| \| 9.º \| Aurélien Paret-Peintre \| Decathlon-AG2R La Mondiale \| + 1 min 53 s \| \| \| 10.º \| Aleksandr Vlásov \| Bora-Hansgrohe \| + 2 min 05 s \| \| |                        |                            |                  |
| |                        |                            |                  |
| Fuente: ProCyclingStats |                        |                            |                  |
| Clasificación general |                        |                            |                  |
| Ciclista | Ciclista               | Equipo                     | Tiempo           |
| 1.º | Brandon McNulty        | UAE Team Emirates          | 25 h 00 min 28 s |
| 2.º | Matteo Jorgenson       | Team Visma \| Lease a Bike | + 4 s            |
| 3.º | Mattias Skjelmose      | Lidl-Trek                  | + 35 s           |
| 4.º | Remco Evenepoel        | Soudal Quick-Step          | + 36 s           |
| 5.º | Lucas Plapp            | Team Jayco AlUla           | + 47 s           |
| 6.º | Primož Roglič          | Bora-Hansgrohe             | + 1 min 21 s     |
| 7.º | Egan Bernal            | Ineos Grenadiers           | + 1 min 42 s     |
| 8.º | Wilco Kelderman        | Team Visma \| Lease a Bike | + 1 min 43 s     |
| 9.º | Aurélien Paret-Peintre | Decathlon-AG2R La Mondiale | + 1 min 53 s     |
| 10.º | Aleksandr Vlásov       | Bora-Hansgrohe             | + 2 min 05 s     |

### 8.ª etapa
| Niza - Niza | etapa de media montaña | (109,3 km) |

| \| Clasificación de la etapa \| Clasificación de la etapa \| Clasificación de la etapa \| Clasificación de la etapa \| Clasificación de la etapa \| \| Ciclista \| Ciclista \| Equipo \| Tiempo \| \| \| ------------------------- \| ------------------------- \| -------------------------- \| ------------------------- \| ------------------------- \| \| 1.º \| Remco Evenepoel \| Soudal Quick-Step \| 2 h 50 min 03 s \| \| \| 2.º \| Matteo Jorgenson \| Team Visma \\| Lease a Bike \| + 0 s \| \| \| 3.º \| Aleksandr Vlásov \| Bora-Hansgrohe \| + 50 s \| \| \| 4.º \| Mattias Skjelmose \| Lidl-Trek \| + 1 min 39 s \| \| \| 5.º \| Brandon McNulty \| UAE Team Emirates \| + 1 min 39 s \| \| \| 6.º \| Samuele Battistella \| Astana Qazaqstan Team \| + 2 min 13 s \| \| \| 7.º \| Michael Storer \| Tudor Pro Cycling Team \| + 2 min 13 s \| \| \| 8.º \| Felix Gall \| Decathlon-AG2R La Mondiale \| + 2 min 13 s \| \| \| 9.º \| Egan Bernal \| Ineos Grenadiers \| + 2 min 13 s \| \| \| 10.º \| Lucas Plapp \| Team Jayco AlUla \| + 2 min 13 s \| \| |                     |                            |                 |
| |                     |                            |                 |
| Fuente: ProCyclingStats |                     |                            |                 |
| Clasificación de la etapa |                     |                            |                 |
| Ciclista | Ciclista            | Equipo                     | Tiempo          |
| 1.º | Remco Evenepoel     | Soudal Quick-Step          | 2 h 50 min 03 s |
| 2.º | Matteo Jorgenson    | Team Visma \| Lease a Bike | + 0 s           |
| 3.º | Aleksandr Vlásov    | Bora-Hansgrohe             | + 50 s          |
| 4.º | Mattias Skjelmose   | Lidl-Trek                  | + 1 min 39 s    |
| 5.º | Brandon McNulty     | UAE Team Emirates          | + 1 min 39 s    |
| 6.º | Samuele Battistella | Astana Qazaqstan Team      | + 2 min 13 s    |
| 7.º | Michael Storer      | Tudor Pro Cycling Team     | + 2 min 13 s    |
| 8.º | Felix Gall          | Decathlon-AG2R La Mondiale | + 2 min 13 s    |
| 9.º | Egan Bernal         | Ineos Grenadiers           | + 2 min 13 s    |
| 10.º | Lucas Plapp         | Team Jayco AlUla           | + 2 min 13 s    |

## Clasificaciones finales
- Las clasificaciones finalizaron de la siguiente forma:[5]

### Clasificación general
| \| Clasificación general \| Clasificación general \| Clasificación general \| Clasificación general \| Clasificación general \| \| Ciclista \| Ciclista \| Equipo \| Tiempo \| \| \| --------------------- \| --------------------- \| -------------------------- \| --------------------- \| --------------------- \| \| 1.º \| Matteo Jorgenson \| Team Visma \\| Lease a Bike \| 27 h 50 min 23 s \| \| \| 2.º \| Remco Evenepoel \| Soudal Quick-Step \| + 30 s \| \| \| 3.º \| Brandon McNulty \| UAE Team Emirates \| + 1 min 47 s \| \| \| 4.º \| Mattias Skjelmose \| Lidl-Trek \| + 2 min 22 s \| \| \| 5.º \| Aleksandr Vlásov \| Bora-Hansgrohe \| + 2 min 57 s \| \| \| 6.º \| Lucas Plapp \| Team Jayco AlUla \| + 3 min 08 s \| \| \| 7.º \| Egan Bernal \| Ineos Grenadiers \| + 4 min 03 s \| \| \| 8.º \| Wilco Kelderman \| Team Visma \\| Lease a Bike \| + 4 min 04 s \| \| \| 9.º \| Felix Gall \| Decathlon-AG2R La Mondiale \| + 4 min 35 s \| \| \| 10.º \| Primož Roglič \| Bora-Hansgrohe \| + 5 min 33 s \| \| |                   |                            |                  |
| |                   |                            |                  |
| Fuente: ProCyclingStats |                   |                            |                  |
| Clasificación general |                   |                            |                  |
| Ciclista | Ciclista          | Equipo                     | Tiempo           |
| 1.º | Matteo Jorgenson  | Team Visma \| Lease a Bike | 27 h 50 min 23 s |
| 2.º | Remco Evenepoel   | Soudal Quick-Step          | + 30 s           |
| 3.º | Brandon McNulty   | UAE Team Emirates          | + 1 min 47 s     |
| 4.º | Mattias Skjelmose | Lidl-Trek                  | + 2 min 22 s     |
| 5.º | Aleksandr Vlásov  | Bora-Hansgrohe             | + 2 min 57 s     |
| 6.º | Lucas Plapp       | Team Jayco AlUla           | + 3 min 08 s     |
| 7.º | Egan Bernal       | Ineos Grenadiers           | + 4 min 03 s     |
| 8.º | Wilco Kelderman   | Team Visma \| Lease a Bike | + 4 min 04 s     |
| 9.º | Felix Gall        | Decathlon-AG2R La Mondiale | + 4 min 35 s     |
| 10.º | Primož Roglič     | Bora-Hansgrohe             | + 5 min 33 s     |

### Clasificación de la montaña
| Clasificación de la montaña | Clasificación de la montaña | Clasificación de la montaña | Clasificación de la montaña | Clasificación de la montaña |
| Ciclista                    | Ciclista                    | Equipo                      | Puntos                      |                             |
| --------------------------- | --------------------------- | --------------------------- | --------------------------- | --------------------------- |
| 1.º                         | Remco Evenepoel             | Soudal Quick-Step           | 47 pts                      |                             |
| 2.º                         | Mathieu Burgaudeau          | TotalEnergies               | 44 pts                      |                             |
| 3.º                         | Christian Scaroni           | Astana Qazaqstan Team       | 44 pts                      |                             |
| 4.º                         | Aleksandr Vlásov            | Bora-Hansgrohe              | 41 pts                      |                             |
| 5.º                         | Matteo Jorgenson            | Team Visma \| Lease a Bike  | 27 pts                      |                             |
| 6.º                         | Victor Campenaerts          | Lotto Dstny                 | 16 pts                      |                             |
| 7.º                         | Mattias Skjelmose           | Lidl-Trek                   | 14 pts                      |                             |
| 8.º                         | Jonas Rutsch                | EF Education-EasyPost       | 13 pts                      |                             |
| 9.º                         | Lucas Plapp                 | Team Jayco AlUla            | 11 pts                      |                             |
| 10.º                        | Primož Roglič               | Bora-Hansgrohe              | 10 pts                      |                             |

### Clasificación de los puntos
| Clasificación por puntos | Clasificación por puntos | Clasificación por puntos   | Clasificación por puntos | Clasificación por puntos |
| Ciclista                 | Ciclista                 | Equipo                     | Puntos                   |                          |
| ------------------------ | ------------------------ | -------------------------- | ------------------------ | ------------------------ |
| 1.º                      | Remco Evenepoel          | Soudal Quick-Step          | 69 pts                   |                          |
| 2.º                      | Mattias Skjelmose        | Lidl-Trek                  | 61 pts                   |                          |
| 3.º                      | Matteo Jorgenson         | Team Visma \| Lease a Bike | 61 pts                   |                          |
| 4.º                      | Mads Pedersen            | Lidl-Trek                  | 60 pts                   |                          |
| 5.º                      | Laurence Pithie          | Groupama-FDJ               | 56 pts                   |                          |
| 6.º                      | Danny van Poppel         | Bora-Hansgrohe             | 44 pts                   |                          |
| 7.º                      | Aleksandr Vlásov         | Bora-Hansgrohe             | 29 pts                   |                          |
| 8.º                      | Brandon McNulty          | UAE Team Emirates          | 27 pts                   |                          |
| 9.º                      | Matteo Trentin           | Tudor Pro Cycling Team     | 24 pts                   |                          |
| 10.º                     | Egan Bernal              | Ineos Grenadiers           | 23 pts                   |                          |

### Clasificación de los jóvenes
| Clasificación del mejor joven | Clasificación del mejor joven | Clasificación del mejor joven | Clasificación del mejor joven | Clasificación del mejor joven |
| Ciclista                      | Ciclista                      | Equipo                        | Tiempo                        |                               |
| ----------------------------- | ----------------------------- | ----------------------------- | ----------------------------- | ----------------------------- |
| 1.º                           | Matteo Jorgenson              | Team Visma \| Lease a Bike    | 27 h 50 min 23 s              |                               |
| 2.º                           | Remco Evenepoel               | Soudal Quick-Step             | + 30 s                        |                               |
| 3.º                           | Mattias Skjelmose             | Lidl-Trek                     | + 2 min 22 s                  |                               |
| 4.º                           | Lucas Plapp                   | Team Jayco AlUla              | + 3 min 08 s                  |                               |
| 5.º                           | Ewen Costiou                  | Arkéa-B&B Hotels              | + 16 min 25 s                 |                               |
| 6.º                           | Ilan Van Wilder               | Soudal Quick-Step             | + 24 min 11 s                 |                               |
| 7.º                           | Carlos Rodríguez              | Ineos Grenadiers              | + 39 min 21 s                 |                               |
| 8.º                           | Jon Barrenetxea               | Movistar Team                 | + 57 min 23 s                 |                               |
| 9.º                           | Jordan Jegat                  | TotalEnergies                 | + 1 h 01 min 12 s             |                               |
| 10.º                          | Finn Fisher-Black             | UAE Team Emirates             | + 1 h 06 min 36 s             |                               |

### Clasificación por equipos
| Clasificación por equipos | Clasificación por equipos  | Clasificación por equipos | Clasificación por equipos |
| Equipo                    | Equipo                     | Tiempo                    |                           |
| ------------------------- | -------------------------- | ------------------------- | ------------------------- |
| 1.º                       | UAE Team Emirates          | 83 h 51 min 18 s          |                           |
| 2.º                       | Team Visma \| Lease a Bike | + 7 min 45 s              |                           |
| 3.º                       | Soudal Quick-Step          | + 8 min 18 s              |                           |
| 4.º                       | Bora-Hansgrohe             | + 22 min 49 s             |                           |
| 5.º                       | Ineos Grenadiers           | + 25 min 19 s             |                           |
| 6.º                       | Decathlon-AG2R La Mondiale | + 38 min 22 s             |                           |
| 7.º                       | Bahrain Victorious         | + 1 h 15 min 26 s         |                           |
| 8.º                       | Movistar Team              | + 1 h 15 min 47 s         |                           |
| 9.º                       | Astana Qazaqstan Team      | + 1 h 29 min 34 s         |                           |
| 10.º                      | Lidl-Trek                  | + 1 h 32 min 40 s         |                           |

## Evolución de las clasificaciones
| Etapa                   |                          | Ganador _         | Clasificación general | Puntos          | Montaña            | Jóvenes           | Combatividad       | Equipo                     |
| ----------------------- | ------------------------ | ----------------- | --------------------- | --------------- | ------------------ | ----------------- | ------------------ | -------------------------- |
| 1.ª etapa               | etapa escarpada          | Olav Kooij        | Olav Kooij            | Olav Kooij      | Jonas Rutsch       | Olav Kooij        | Jonas Rutsch       | Team Visma \| Lease a Bike |
| 2.ª etapa               | etapa llana              | Arvid de Kleijn   | Laurence Pithie       | Laurence Pithie | Mathieu Burgaudeau | Laurence Pithie   | Mathieu Burgaudeau | Team Visma \| Lease a Bike |
| 3.ª etapa               | contrarreloj por equipos | UAE Team Emirates | Brandon McNulty       | Laurence Pithie | Mathieu Burgaudeau | Finn Fisher-Black | no otorgado        | UAE Team Emirates          |
| 4.ª etapa               | etapa de montaña         | Santiago Buitrago | Lucas Plapp           | Laurence Pithie | Mathieu Burgaudeau | Lucas Plapp       | Christian Scaroni  | Ineos Grenadiers           |
| 5.ª etapa               | etapa de media montaña   | Olav Kooij        | Lucas Plapp           | Mads Pedersen   | Mathieu Burgaudeau | Lucas Plapp       | Pierre Latour      | Ineos Grenadiers           |
| 6.ª etapa               | etapa de media montaña   | Mattias Skjelmose | Brandon McNulty       | Mads Pedersen   | Mathieu Burgaudeau | Matteo Jorgenson  | Mads Pedersen      | UAE Team Emirates          |
| 7.ª etapa               | etapa de montaña         | Aleksandr Vlásov  | Brandon McNulty       | Mads Pedersen   | Mathieu Burgaudeau | Matteo Jorgenson  | Johan Jacobs       | UAE Team Emirates          |
| 8.ª etapa               | etapa de media montaña   | Remco Evenepoel   | Matteo Jorgenson      | Remco Evenepoel | Remco Evenepoel    | Matteo Jorgenson  | Remco Evenepoel    | UAE Team Emirates          |
| Clasificaciones finales | Clasificaciones finales  |                   | Matteo Jorgenson      | Remco Evenepoel | Remco Evenepoel    | Matteo Jorgenson  | no otorgado        | UAE Team Emirates          |

## Ciclistas participantes y posiciones finales
Convenciones:
- AB-N: Abandono en la etapa "N"
- FLT-N: Retiro por llegada fuera del límite de tiempo en la etapa "N"
- NTS-N: No tomó la salida para la etapa "N"
- DES-N: Descalificado o expulsado en la etapa "N"

## UCI World Ranking
La París-Niza otorgó puntos para el UCI World Ranking para corredores de los equipos en las categorías UCI WorldTeam, UCI ProTeam y Continental. Las siguientes tablas son el baremo de puntuación y los diez corredores que obtuvieron más puntos:
| Posición              | 1.º | 2.º | 3.º | 4.º | 5.º | 6.º | 7.º | 8.º | 9.º | 10.º | 11.º | 12.º | 13.º | 14.º | 15.º | 16.º-20.º | 21.º-30.º | 31.º-50.º | 51.º-55.º | 56.º-60.º |
| Clasificación general | 500 | 400 | 325 | 275 | 225 | 175 | 150 | 125 | 100 | 85   | 70   | 60   | 50   | 40   | 35   | 30        | 20        | 10        | 5         | 3         |
| Por etapa             | 60  | 40  | 30  | 25  | 20  | 15  | 10  | 8   | 5   | 2    |      |      |      |      |      |           |           |           |           |           |
| Líder                 | 10  |     |     |     |     |     |     |     |     |      |      |      |      |      |      |           |           |           |           |           |

| Clasificación |                          |                            |         |        |       |        |
| Posición      | Ciclista                 | Equipo                     | General | Etapa  | Líder | Total  |
| ------------- | ------------------------ | -------------------------- | ------- | ------ | ----- | ------ |
| 1.º           | Matteo Jorgenson         | Visma \| Lease a Bike      | 500     | 100,14 | -     | 600,14 |
| 2.º           | Remco Evenepoel          | Soudal Quick-Step          | 400     | 153,57 | -     | 553,57 |
| 3.º           | Brandon McNulty          | UAE Emirates               | 325     | 80,57  | 30    | 435,57 |
| 4.º           | Mattias Skjelmose Jensen | Lidl-Trek                  | 275     | 148    | -     | 423    |
| 5.º           | Aleksandr Vlásov         | Bora-Hansgrohe             | 225     | 90     | -     | 315    |
| 6.º           | Lucas Plapp              | Jayco AlUla                | 175     | 49,71  | 20    | 244,71 |
| 7.º           | Egan Bernal              | INEOS Grenadiers           | 150     | 29,86  | -     | 179,86 |
| 8.º           | Wilco Kelderman          | Visma \| Lease a Bike      | 125     | 18,14  | -     | 143,14 |
| 9.º           | Felix Gall               | Decathlon AG2R La Mondiale | 100     | 34,14  | -     | 134,14 |
| 10.º          | Olav Kooij               | Visma \| Lease a Bike      | -       | 122,14 | 10    | 132,14 |